# El cap
El cap (títol original: The Man) és una pel·lícula estatunidenca de comèdia i crim de 2005, protagonitzada per Samuel L. Jackson, Eugene Levy i Miguel Ferrer. El film va ser dirigit per Les Mayfield. Ha estat doblada al català.

## Argument
Un agent federal resulta mort i un dur agent encobert, conegut com a Derrick Vann (Samuel L. Jackson), inicia un operatiu per recuperar el robatori d'armes i trobar els assassins.
Per la seva banda, Andy Fiddler (Eugene Levy) és un dentista que està a punt de marxar cap a una conferència. Quan arriba a la seva destinació, estranyament, Kane (l'assassí) (Luke Goss), el confon amb un col·lega seu i li lliura una arma.
Vann justament era allà i l'arresta per possessió d'armes. Andy es declara innocent i aleshores l'agafen com a ajudant per a l'operatiu.

## Repartiment
- Samuel L. Jackson: Derrick Vann
- Eugene Levy: Andy Fiddler
- Luke Goss: Joey / Kane
- Miguel Ferrer: Agent Peters
- Susie Essman: Tinent Rita Carbone
- Anthony Mackie: Booty
- Gigi Rice: Susan
- Rachael Crawford: Dara Vann
- Philip Akin: Segon I.A. Agent
- Christopher Murray: sense llar
- Joel S. Keller: Laptop Guy (acreditat com Joel Keller)
- John Hemphill: Ted

## Banda original
- I Just Want to Celebrate (Mocean Worker Remix), Interpretat per Rare Earth
- Just Do It, Interpretat per FT
- Bandy Bandy, Interpretat per Zap Mama i Erykah Badu
- Improvisation #4, Interpretat per Craig Wingrove
- It's a New Thing (It's Your Thing), Interpretat per The Isley Brothers, D-Nat, onda i De La Soul

## Rebuda
- Premis 2005: Nominada als Premis Razzie: pitjor actor secundari (Eugene Levy)
- Crítica 
  - Encara que res en la pel·lícula -i molt menys les dues interpretacions principals- és especialment nou o original, almenys té un parell de gags decents i moments entretinguts."[3]
  - "Un film menor. La seva durada de 79 minuts indica: a) poc material b) compassió amb l'audiència (...) una pel·lícula completament innecessària. Ningú necessitava fer-la, ningú necessita veure-la, i Jackson i Levy tenen massa èxit com per perdre el temps en ella. (...) Puntuació: ★½ (Sobre 4)"[4]